# Torreón de El Limón
El torreón de El Limón es una torre de la antigua hacienda de caña de azúcar en la entrada norte del municipio Mario Briceño Iragorry, Venezuela. Aun cuando no tiene referencias militares, se ha conocido localmente como torreón en vista de su peculiar arquitectura que recuerda la torre destacada de un castillo. El torreón de El Limón es actualmente un monumento situado en el extremo noroeste del área metropolitana de Maracay, en el centro de una redoma de retorno al centro de la ciudad y en la falda oeste del parque nacional Henri Pittier. Antiguamente usado como chimenea en el proceso de obtener el jugo de la caña de azúcar y la producción de panelas de papelón, es el único vestigio del antiguo trapiche del ingenio azucarero perteneciente a la antigua hacienda El Limón.
El Torreón de El Limón, también conocida como «la chimenea», fue construida en el siglo XIX y se le tiene ahora como símbolo del municipio. Está ilustrado en uno de los tres cuarteles del escudo municipal de Mario Briceño Iragorry, el superior derecho, que contiene en el fondo tres franjas de un mismo tamaño: azul celeste, amarillo y verde. La histórica chimenea ha sobrevivido varios desbordamientos del río El Limón, incluyendo la Tragedia de El Limón en los años 1980.

## Historia
Los terrenos donde actualmente se encuentra el torreón de El Limón, fueron desde la época de la conquista española, parte de extensos cañaverales para el cultivo de caña de azúcar, conocida como «Rincón de Tapatapa». Parte de los terrenos estaba la organizada hacienda El Limón, adyacente a un gran potrero de nombre «Las Vegas». No muy lejos se construyó la Casa del Marqués de Casa León, por Antonio Carreras. Pasaron luego a ser propiedad del prócer de la Independencia de Venezuela José Antonio Páez, luego al Presidente de Venezuela Cipriano Castro y Juan Vicente Gómez su último propietrario antes de que finalmente fuesen confiscados, pasando finalmente a las manos del Ministerio de Agricultura y Cría, el 11 de enero de 1960 por decisión del procurador general de la República, Pablo Ruggieri Parra y Ángel Márquez en representación del Concejo del Municipio Girardot.
De los 13.359 habitantes del municipio Maracay, el censo oficial de 1926 reportó 327 habitantes viviendo en el caserío de El Limón. Poco después de la muerte de Gómez en 1935, la población en El Limón aumentó por razón de lo más privilegiado del lugar aun cuando no había llegado la luz eléctrica a esa zona durante los años 1930. El trapiche y su famosa chimenea seguía funcionando y los habitantes de la zona recurrían en las tardes para extraer los restos del melado y el papelón producido durante el día. En 1947 se construyó la primera escuelita de la hacienda con capacidad para 100 alumnos. En 5 años la matrícula alcanzó 60 niños en la escuela construida a una cuadra del torreón. El apego a la tradición de recoger el mascabado fue de tal magnitud que, abandonados y saqueados los molinos y demás instrumentos del trapiche, se conservó protegida la torre de la chimenea hasta el presente.

### Trapiche
En el proceso de extracción de la caña de azúcar, se usaba un molino conocido como trapiche. Era propulsada a tracción por animales o esclavos, el trapiche exrtaía el jugo el cual era procesado por cocción para la cristalización del azúcar. El guarapo salía del trapiche por medio de un canal de madera fina y antes de entrar a la primera caldera, o 'tacha', se almacenaba en un estanque. De allí pasaba a la paila sobre fuego del mismo gabazo, cuya boca quedaba justamente debajo de la paila mientras el humo se escapaba por la chimenea al lado de la paila mayor.
El residuo del proceso era el bagazo, el cual se solía usar como combustible en las mismas calderas o como materia prima para la elaboración de papel. El principal trapiche de la hacienda de El Limón era el asociado al actual torreón, del cual no permanecen los molinos a su costado. La chimenea era utilizada para desahogar el humo que producía el Trapiche papelonero.
Del trapiche también se producía aguardiente de muy buena calidad con una producción diaria estimada de 5000 litros anuales. La melaza usualmente se reservaba para el ganado. La caña era sembrada en toda la zona sur de El Limón hasta la zona conocida hoy con el nombre de Caña de Azúcar. El ganado pastaba hacia las partes más altas en el norte de la hacienda, al pie del Henri Pittier, donde estaban los potreros de Mata Seca, La Candelaria, Corozal y el Progreso, todos los cuales son epónimos de urbanizaciones en el municipio.

## Descripción
Es un torreón de planta pentagonal irregular, de unos catorce metros de ascendente vertical, realizado en mampostería de ladrillo de adobe y argamasa. El ladrillo fue luego frizado para reforzar la torre que había sido deteriorado por el tiempo. Tiene una corona con salida al vacío que funcionó como chimenea. Actualmente es un monumento agrícola al que se la adjuntó una pequeña plaza y la parada de bus de las rutas de La Candelaria y El Limón. Ha sido de gran valor histórico para la comunidad ya que es el único vestigio de las haciendas que en su tiempo formaron parte de la economía local como productores de azúcar, papelón, aguardiente, queso, leche y carne.

## Ubicación
El torreón de El Limón se encuentra en los antiguos terrenos de la hacienda experimental Caña de Azúcar, en una redoma de retorno a Maracay y donde también se bifurca la avenida Universidad en dirección a Ocumare de la Costa y El Limón al norte y la Candelaria al oeste. Solo se obtiene acceso por la avenida Universidad, bien desde el centro de la ciudad o por el este con la avenida Casanova Godoy en dirección oeste. El torreón de El Limón se encuentra a pocos metros del parque Gerardo Yépez Tamayo y es el comienzo sur de la avenida Caracas.
Otras chimeneas similares en la región central de Venezuela y que datan de la misma época incluyen el torreón de Mariara y el de Cúa.